# Président du Conseil de la fédération (Russie)
Le président du Conseil de la fédération de l'Assemblée fédérale de la fédération de Russie (russe : Председатель Совета Федерации Федерального собрания Российской Федерации), aussi appelé Orateur (спикер), est le président de la chambre haute du parlement russe. C'est la troisième position la plus élevée, après le président et le premier ministre, dans le gouvernement de la Russie. En cas d'empêchement du président et du premier ministre, le président du Conseil de la fédération devient président par intérim de la Russie,.

## Procédure d'élection
Le président est élu parmi les sénateurs. C'est le poste occupé par l'un des membres du Conseil de la fédération. L'élection se déroule au scrutin secret à l'aide du bulletin de vote. Le Conseil de la fédération peut décider de tenir un scrutin secret en utilisant le système électronique.
Les candidats au poste de président des sénateurs du Conseil de la fédération sont proposés. Chaque membre du Conseil de la fédération n'a le droit de proposer qu'un seul candidat. Chaque candidat qui a accepté de se présenter présente un discours devant l'assemblée et répondent aux questions des sénateurs. Après discussion, la Chambre approuve la liste des candidats. Un candidat est considéré élu s'il obtient plus de la moitié des voix des membres du Conseil de la fédération. Si plus de deux candidats sont présents et aucun d'eux n'a reçu le nombre de voix requis pour l'élection, un second tour de scrutin est organisé pour départager les deux candidats qui ont reçu le plus grand nombre de voix.

### Résultats d'élections

#### 2001
Au total 178 voix :
| Candidat          | Sujet fédéral     | Pour | Absence de vote |
| ----------------- | ----------------- | ---- | --------------- |
| √ Sergueï Mironov | Saint-Pétersbourg | 151  | 27              |

#### 2003
Au total 178 voix :
| Candidat          | Sujet fédéral     | Pour | Abstention | N'a pas voté |
| ----------------- | ----------------- | ---- | ---------- | ------------ |
| √ Sergueï Mironov | Saint-Pétersbourg | 159  | 2          | 17           |

#### 2007
Au total 172 voix :
| Candidat          | Sujet fédéral     | Pour | Abstention | N'a pas voté |
| ----------------- | ----------------- | ---- | ---------- | ------------ |
| √ Sergueï Mironov | Saint-Pétersbourg | 156  | 1          | 15           |

#### 2011
Totalement 166 voix :
| Candidat          | Sujet fédéral     | Pour | Abstention | N'a pas voté |
| ----------------- | ----------------- | ---- | ---------- | ------------ |
| √ Sergueï Mironov | Saint-Pétersbourg | 140  | 1          | 25           |

#### 2014
Totalement 170 voix :
| Candidat               | Sujet fédéral     | Pour | Abstention |
| ---------------------- | ----------------- | ---- | ---------- |
| √ Valentina Matviyenko | Saint-Pétersbourg | 141  | 29         |

## Mandat

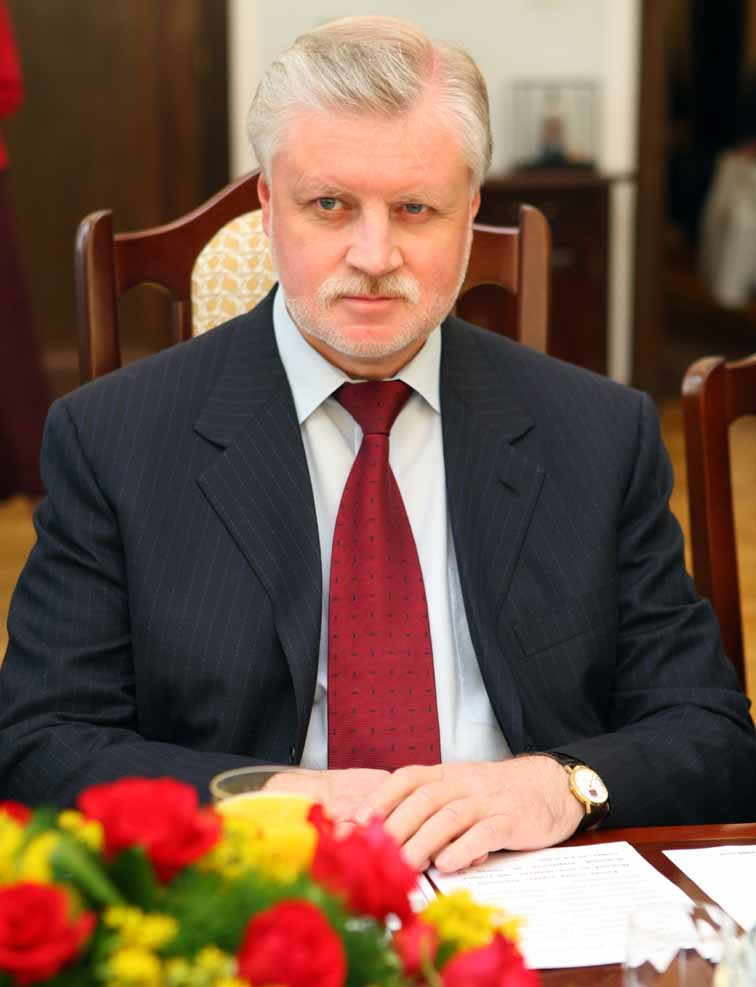
Sergey Mironov - le président du Conseil de la fédération au plus long mandat. Il a occupé ce poste pendant.

La fonction de président du Conseil de la fédération n'a pas de durée limitée. Le président reste en fonction jusqu'à la fin de son mandat sénatorial. Même s'il est réélu pour un nouveau mandat sénatorial, la présidence prend alors automatiquement fin. Si l'ancien président est réélu sénateur, il peut être réélu président du Conseil de la fédération.

## Changement du poste de président
Le président du Conseil de la fédération peut être révoqué par une décision du Conseil de la fédération recevant la majorité des voix des membres du Conseil de la fédération. La question de la révocation est examinée par le Conseil de la fédération sur admission des déclarations personnelles du président ou sur proposition d'un groupe de membres du Conseil de la fédération d'au moins un cinquième des membres du Conseil de la fédération.

## Pouvoirs du président

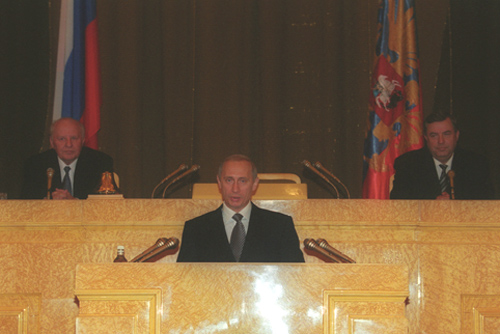
Le président Yegor Stroyev (à gauche) avec le président de la Douma d'État Gennadiy Seleznyov derrière le président Vladimir Poutine lors du discours présidentiel de 2000 à l'Assemblée fédérale.

Le président du Conseil de la fédération :
- Convoque les réunions du Conseil de la fédération, y compris les réunions extraordinaires ;
- Crée le projet d'ordre du jour de la réunion du Conseil de la fédération, le rend à la Chambre du Conseil, le Conseil de la fédération est examiné par la Chambre du Conseil du projet d'ordre du jour de la réunion du Conseil de la fédération ;
- Dirige la réunion de la Chambre;
- Signe les décisions du Conseil de la fédération ;
- Assermente les personnes nommées juge de la Cour constitutionnelle de la fédération de Russie et procureur général de la fédération de Russie ;
- Est responsable du règlement intérieur de la Chambre conformément aux pouvoirs qui lui sont conférés par le présent règlement ;
- Répartit les responsabilités entre le premier vice-président du Conseil de la fédération et le vice-président du Conseil de la fédération
- Organise les travaux de la Chambre et dirige ses réunions ;
- Coordonne les travaux des comités et commissions du Conseil de la fédération;
- Vise à l'examen préliminaire par les commissions de la Chambre conformément aux questions relevant de leur compétence approuvées par la Douma d'État des projets de loi de la fédération de Russie sur les amendements à la Constitution de la fédération de Russie, les lois constitutionnelles fédérales adoptées par la Douma d'État du gouvernement fédéral lois et projets de loi, les amendements aux projets de loi élaborés par le Comité, la Commission du Conseil de la fédération, membre du Conseil de la fédération, qui est censé soumettre à la Douma d'État dans l'exercice du droit d'initiative législative du Conseil de la fédération ;
- Ordonne à la Chambre publique de la fédération de Russie, à sa demande, les documents et matériels nécessaires à l'examen public des projets de loi de la fédération de Russie sur les amendements à la Constitution de la fédération de Russie, des projets de lois constitutionnelles fédérales et de lois fédérales (à l'exception des documents contenant des informations constituant des secrets d'État ou d'autres secrets protégés par la loi)
- Publie des avis d'information générale sur les lois de la fédération de Russie sur les amendements à la Constitution de la fédération de Russie ;
- Guide l'examen par les organes législatifs (représentatifs) du pouvoir d'État des sujets de la fédération de Russie ont adopté les lois de la fédération de Russie sur les amendements à la Constitution de la fédération de Russie;
- Envoie au président de la fédération de Russie pour signature et publication officielle des lois approuvées par le Conseil de la fédération de la fédération de Russie sur les amendements à la Constitution de la fédération de Russie, aux lois constitutionnelles fédérales et aux lois fédérales ;
- Dirige la Douma d'État rejetée par le Conseil de la fédération de la fédération de Russie les projets de loi sur les amendements à la Constitution de la fédération de Russie, les lois constitutionnelles fédérales et les lois fédérales ;
- Envoie aux comités, commissions du Conseil de la fédération conformément aux matières relevant de leur compétence, ainsi qu'au département juridique du Conseil de la fédération pour préparer des propositions d'actes législatifs adoptés par le Parlement de l'État de l'Union, l'Assemblée interparlementaire de la Communauté économique eurasienne, les modèles d'actes législatifs adoptés par l'Assemblée interparlementaire des États - membres des États indépendants de la Communauté, ainsi que les projets de tels actes ;
- Représente la Chambre dans ses relations avec les autorités fédérales, les autorités étatiques de la fédération de Russie, les autorités locales, les associations publiques, ainsi qu'avec les parlements étrangers, les organisations internationales, les personnalités étatiques et publiques de pays étrangers ;
- Participe aux procédures de conciliation utilisées par le président de la fédération de Russie conformément à la partie 1 de l'article 85 de la Constitution de la fédération de Russie pour résoudre les différends entre les autorités fédérales et les autorités de l'État de la fédération de Russie, ainsi qu'entre les autorités de l'État de La fédération Russe ;
- Coordonne l'organisation des auditions parlementaires, "tables rondes" et autres événements tenus au sein du Conseil de la fédération ;
- Approuve le calendrier d'accueil des citoyens par les membres des comités, commissions du Conseil de la fédération, et dirige les autres fonctionnaires du Conseil de la fédération pour examen par les plaintes individuelles et collectives des citoyens reçues par le Conseil de la fédération
- Résout d'autres questions d'organisation du Conseil de la fédération conformément au présent Règlement et à d'autres règlements ;
- La direction générale du Conseil de la fédération et supervise ses activités ;
- Nomme le personnel des réclamations du Conseil de la fédération ;
- Avec le consentement de la Chambre, nomme et révoque le chef de cabinet du Conseil de la fédération et, sur recommandation du chef du Conseil de la fédération, nomme et révoque le premier adjoint (premier adjoint), chef adjoint du Conseil de la fédération de l'Assemblée fédérale de la fédération de Russie et d'autres employés du Bureau du Conseil de la fédération conformément au règlement sur l'administration du Conseil de la fédération de l'Assemblée fédérale de la fédération de Russie ;
- Signe le certificat à l'insigne d'honneur du Conseil de la fédération de l'Assemblée fédérale de la fédération de Russie "Pour les mérites dans le développement du parlementarisme" ;
- Signe et mains Diplôme du Conseil de la fédération de l'Assemblée fédérale de la fédération de Russie;
- Par le Conseil de la Chambre doit signer et envoyer au Président de la soumission de la fédération de Russie pour décerner aux membres du Conseil de la fédération et aux employés des récompenses d'État du Conseil de la fédération ;
- Signe et envoyer des invitations aux membres de la Chambre du gouvernement de la fédération de Russie et à d'autres personnes de la manière prescrite à l'article 77 du présent règlement ;
- Dirige les activités de planification de la Chambre;
- Signe par le représentant autorisé du Conseil de la fédération dans la procédure devant la Cour constitutionnelle de la fédération de Russie ;
- Nomme parmi les membres du Conseil de la fédération des représentants plénipotentiaires du Conseil de la fédération de la Douma d'État, du gouvernement de la fédération de Russie, de la Cour constitutionnelle de la fédération de Russie, de la Cour suprême de la fédération de Russie, de la Cour suprême d'arbitrage de la fédération de Russie, la Chambre des comptes du Bureau du Procureur général de la fédération de Russie, la Commission électorale centrale de la fédération de Russie, le ministère de la justice de la fédération de Russie, la Chambre publique de la fédération de Russie, ainsi que le représentant autorisé de le Conseil de la fédération pour la coopération avec le Commissaire aux droits de l'homme de la fédération de Russie;
- Approuve les instructions sur la gestion des archives au sein du Conseil de la fédération et les instructions pour le travail avec les citoyens au sein du Conseil de la fédération ;
- Donne les ordres des comités et commissions du Conseil de la fédération ;
- Donne des ordres aux autres fonctionnaires du Conseil de la fédération.